# Monolatrie
Monolatrie (Grieks: monos, "alleen", latreia, "dienst") is een, vooral wetenschappelijke, term die wordt gebruikt om een religieuze praktijk aan te duiden waarbij slechts één godheid wordt vereerd. De term monolatrie wordt vooral toegepast in een polytheïstische context, waarin het voorkomen van verschillende goden niet wordt betwijfeld, maar waarbinnen bepaalde groepen overgaan tot het aanbidden van één god uit de veelheid van goden.
Deze term is vooral gevormd om tegenwicht te bieden aan het historisch betwijfelbare idee, dat al in het Israël van de oudheid het idee bestond dat er maar één God is, het zogenaamde monotheïsme. Deze gedachte komt namelijk niet uit de oudere lagen van de Hebreeuwse Bijbel naar voren. Israëls godheid, JHWH, is, zo komt uit deze teksten naar voren, een jaloerse godheid die het niet duldt dat door zijn aanbidders ook andere goden aanbeden worden. Dat de Israëlieten ervan uitgingen dat deze andere goden wel degelijk bestonden, blijkt onder andere uit de diverse teksten waarin van het volk wordt gezegd dat het daadwerkelijk overgaat tot het aanbidden van deze goden, zoals de vruchtbaarheidsgod Baäl. Bovendien zou ook uit archeologische vondsten naar voren komen dat de monolatrie onder de Israëlieten geen universeel verschijnsel was, hoezeer het door de Bijbelse profeten ook gewenst mocht worden.

## Monotheïsme
Het idee dat er maar één God "is" (monotheïsme: Grieks: theos, "god"), ontstond waarschijnlijk pas in de Hellenistische tijd, toen in het oostelijke Middellandse Zeegebied Griekse en Levantijnse culturen en ideeën meer dan ooit met elkaar in contact kwamen, elkaar wederzijds beïnvloedden en, onder andere, allerlei gedaanten van de Griekse filosofie greep kregen op de manier waarop over het idee "God" werd gedacht. Allerlei plaatselijke godheden werden met elkaar geïdentificeerd: men concludeerde bijvoorbeeld dat de Griekse oppergod Zeus (of de Romeinse oppergod Jupiter) en JHWH, de god van Jeruzalem, één en dezelfde God waren. Het idee dat er verschillende goden zouden bestaan was niet meer in overeenstemming met de rede (de logos), en slechts volgens de rede was het gepast te spreken over God.

## Henotheïsme
Een woord dat ook wel wordt gebruikt in plaats van monolatrie is het wat oudere "henotheïsme" (Grieks: heis/hen, "één"), dat ook het onderscheid aangeeft tussen het idee dat er maar één God is (monotheïsme), en het aanbidden van slechts één godheid (monolatrie of henotheïsme) binnen polytheïstische context. Het woord henotheïsme lijkt echter bij voorkeur vermeden te worden.

## Monolatrisme
Monolatrisme is een type van henotheïsme. Aanhangers geloven dat er vele goden bestaan, maar dat deze goden hun macht slechts kunnen uitoefenen op degenen die hen aanbidden. Zo kan een monolatrist bijvoorbeeld geloven in het bestaan van zowel de Egyptische goden als de god die in de Tenach of in de Bijbel worden beschreven, maar ziet zich als lid van slechts een van deze godsdiensten. De god die de persoon aanbidt beïnvloedt zijn/haar leven; de andere goden niet.
- Gemeinsame Normdatei: 4535793-6